# Ducati MotoGP Team
Het Ducati MotoGP Team is het officiële fabrieksteam van het Italiaanse motormerk Ducati in de koningsklasse van het wereldkampioenschap wegrace, de MotoGP. Binnen het Ducati-concern valt het team onder Ducati Corse.
In het seizoen 2007 leidde de Australiër Casey Stoner het team met de Ducati GP7 naar de wereldtitel. Casey Stoner wist in het volgende seizoen met de Ducati GP8 de tweede plaats in het kampioenschap te behalen.
In het seizoen 2016 verschijnt het team aan de start met de Ducati GP16. Rijders zijn Andrea Dovizioso en Andrea Iannone, dezelfde rijders als  in het vorige seizoen. In 2015 werd Iannone vijfde en Dovizioso zevende. Casey Stoner is 2016 teruggekeerd in de MotoGP als testrijder bij Ducati, nadat hij in 2012 besloot te stoppen in de MotoGP.
In het seizoen 2017 start het team met de rijders Andrea Dovizioso en Jorge Lorenzo, die na 9 seizoenen bij Yamaha Factory Racing een veelbesproken overstap maakte.